# Lizbona
Lizbona [lizˈbɔna] é uma aldeia pequena no distrito administrativo de Gmina Obrzycko, dentro de Szamotuły Condado, Voivodia Grande Polónia, no centro-oeste da Polónia. Fica a aproximadamente 5 quilômetros (3 mi) a sul-oeste de Obrzycko, a 11 km (7 mi) a noroeste de Szamotuły, e a 43 km (27 mi) a noroeste da capital regional de Poznań.
A aldeia tem uma população de 20 pessoas.